# Sebastian Lindholm

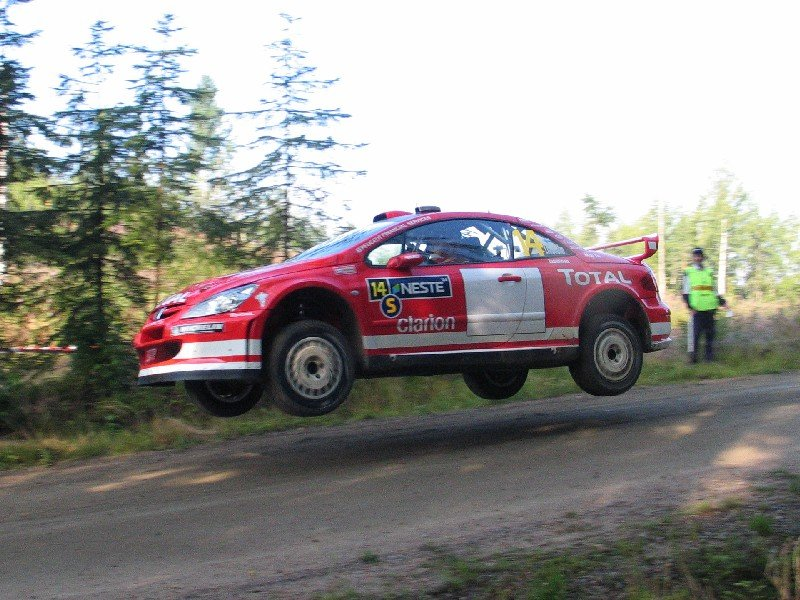
Lindholm 2004 bei der Rallye Finnland

Sebastian Lindholm (* 30. Januar 1961 in Helsinki) ist ein finnischer Rallyefahrer. 

## Leben
Sebastian Lindholm, ein Cousin von Marcus Grönholm,  gewann achtmal die finnische Meisterschaft. Am 19. Juli 2009 war er in einen schweren Unfall bei der Lõuna-Eesti-Rallye verwickelt. Auf der vierten Wertungsprüfung überfuhr er einen Zuschauer, der sich auf der Strecke befand, mit rund 160 km/h und verletzte diesen dabei tödlich.

## WRC Teams
- 1984–2006 Ford
- seit 2007 Suzuki

## Erfolge
- Finnische Rallye Meisterschaft 1990, 1993, 1995, 2000, 2002–04 und 2006 (auf Peugeot)
- Platz 4 bei der Rallye Finnland 1997 (WRC)